# Oscar/Beste Hauptdarstellerin
Mit dem Oscar für die beste Hauptdarstellerin wird die Leistung einer Filmschauspielerin in einer Hauptrolle gewürdigt. Der Preis wird traditionellerweise vom letztjährigen Gewinner des Oscars für den besten Hauptdarsteller verliehen.

## Statistik
| Beste Hauptdarstellerin | Beste Hauptdarstellerin |
| ----------------------- | --- |
| 4-fache Preisträgerin   | Katharine Hepburn (12) |
| 3-fache Preisträgerin   | Frances McDormand (3) |
| 2-fache Preisträgerin   | Luise Rainer (2), Bette Davis (10), Olivia de Havilland (4), Vivien Leigh (2), Ingrid Bergman (6), Elizabeth Taylor (5), Glenda Jackson (4), Jane Fonda (6), Sally Field (2), Jodie Foster (3), Hilary Swank (2), Meryl Streep (17), Emma Stone (2) |
| Preisträgerin           | Janet Gaynor (2), Mary Pickford, Norma Shearer (6), Marie Dressler (2), Helen Hayes (2), Claudette Colbert (3), Ginger Rogers, Joan Fontaine (3), Greer Garson (7), Jennifer Jones (4), Joan Crawford (3), Loretta Young (2), Jane Wyman (4), Judy Holliday, Shirley Booth, Audrey Hepburn (5), Grace Kelly, Anna Magnani (2), Joanne Woodward (4), Susan Hayward (5), Simone Signoret (2), Sophia Loren (2), Anne Bancroft (5), Patricia Neal (2), Julie Andrews (3), Julie Christie (4), Barbra Streisand (2), Maggie Smith (2), Liza Minnelli (2), Ellen Burstyn (5), Louise Fletcher, Faye Dunaway (3), Diane Keaton (4), Sissy Spacek (6), Shirley MacLaine (5), Geraldine Page (4), Marlee Matlin, Cher, Jessica Tandy, Kathy Bates, Emma Thompson (3), Holly Hunter (2), Jessica Lange (5), Susan Sarandon (5), Helen Hunt, Gwyneth Paltrow, Julia Roberts (2), Halle Berry, Nicole Kidman (4), Charlize Theron (3), Reese Witherspoon (2), Helen Mirren (2), Marion Cotillard (2), Kate Winslet (4), Sandra Bullock (2), Natalie Portman (2), Jennifer Lawrence (3), Cate Blanchett (5), Julianne Moore (3), Brie Larson, Olivia Colman (2), Renée Zellweger (3), Jessica Chastain (2), Michelle Yeoh, Mikey Madison |
| 17-fache Nominierung    | Meryl Streep |
| 6-fache Nominierung     | Deborah Kerr |
| 5-fache Nominierung     | Irene Dunne, Judi Dench |
| 4-fache Nominierung     | Greta Garbo, Barbara Stanwyck, Rosalind Russell, Vanessa Redgrave, Marsha Mason, Glenn Close, Annette Bening |
| 3-fache Nominierung     | Gloria Swanson, Eleanor Parker, Debra Winger, Saoirse Ronan, Michelle Williams, Carey Mulligan |
| 2-fache Nominierung     | Ruth Chatterton, Marie Dressler, Leslie Caron, Natalie Wood, Jane Alexander, Liv Ullmann, Gena Rowlands, Isabelle Adjani, Jill Clayburgh, Bette Midler, Sigourney Weaver, Michelle Pfeiffer, Emily Watson, Laura Linney, Naomi Watts, Viola Davis, Cynthia Erivo |
| Älteste Gewinnerin      | Jessica Tandy (80 Jahre alt) |
| Älteste Nominierte      | Emmanuelle Riva (85 Jahre alt) |
| Jüngste Gewinnerin      | Marlee Matlin (21 Jahre alt) |
| Jüngste Nominierte      | Quvenzhané Wallis (9 Jahre alt) |

In der Klammer steht die Gesamtzahl der erhaltenen Nominierungen in dieser Kategorie. Filme qualifizieren sich jeweils im Folgejahr ihrer Veröffentlichung für einen Oscar. In unten stehender Tabelle sind die Preisträger nach dem Jahr der Verleihung geordnet.

## Wissenswertes
- Bette Davis wurde trotz ihrer herausragenden Rolle in Of Human Bondage nicht berücksichtigt. Ihr Name durfte jedoch 1935 auf den Stimmzetteln nachgeschrieben werden. Später folgten dann noch zehn offizielle Nominierungen.
- Luise Rainer und Katharine Hepburn konnten ihren Oscar-Gewinn im folgenden Jahr wiederholen.
- Greta Garbo, Rosalind Russell, Barbara Stanwyck und Deborah Kerr erhielten einen Ehren-Oscar.
- 1969 wurde die Trophäe doppelt vergeben. Katharine Hepburn und Barbra Streisand erhielten gleich viele Stimmen.
- Helen Hayes und Maggie Smith gewannen ihren zweiten Oscar jeweils als beste Nebendarstellerin.
- Ingrid Bergman und Meryl Streep erhielten insgesamt drei Oscars, da beide auch als beste Nebendarstellerin ausgezeichnet wurden.
- Barbra Streisand gewann ihren zweiten Oscar für den besten Filmsong (A Star Is Born).
- Emma Thompson gewann ihren zweiten Oscar für die beste Drehbuchadaption (Sinn und Sinnlichkeit).
- Judi Dench und Kate Winslet wurden für das Spielen der gleichen Rolle nominiert: Dench als beste Hauptdarstellerin für die alte Iris Murdoch und Winslet für die beste Nebenrolle als junge Iris Murdoch in Iris.
- Auch für die Rolle der Rose DeWitt Bukater in Titanic, die in verschiedenen Altersstadien gespielt wurde, gab es zwei Nominierungen: für Kate Winslet als junge Rose (beste Hauptdarstellerin) und Gloria Stuart als alte Rose (beste Nebendarstellerin).
- 1999 wurden zum ersten Mal zwei Frauen nominiert, die dieselbe Figur in verschiedenen Filmen dargestellt haben: Cate Blanchett spielte Königin Elisabeth I. im Film Elizabeth und wurde als beste Hauptdarstellerin nominiert; Judi Dench wurde für ihre Darstellung der Königin in Shakespeare in Love als beste Nebendarstellerin nominiert (und ausgezeichnet).
- Cate Blanchett ist die einzige Frau, die für das Spielen der gleichen Filmfigur zweimal nominiert wurde: einmal für die Rolle der Königin Elisabeth I. 1998 und ein zweites Mal für die gleiche Rolle 2007 (in Elizabeth – Das goldene Königreich).
- Helen Hayes, Ingrid Bergman, Maggie Smith, Meryl Streep, Jessica Lange, Cate Blanchett und Renée Zellweger wurden sowohl mit den Oscar als Beste Hauptdarstellerin als auch mit den Oscar als Beste Nebendarstellerin ausgezeichnet.
- Frances McDormand ist die einzige Preisträgerin, die den Preis als beste Hauptdarstellerin und für den besten Film gewinnen konnte. Dies gelang ihr 2021 mit dem Film Nomadland. Bis dahin gelang das nur Laurence Olivier für Hamlet. Emma Stone wurde 2024 für Poor Things ebenfalls als Produzentin und Hauptdarstellerin nominiert.
- Michelle Yeoh gewann 2023 für den Film Everything Everywhere All at Once als erste Schauspielerin asiatischer Abstammung den Oscar.
- Von 2007 bis 2019 gingen sechs Hauptpreise an Darsteller historischer Staatsführer: drei englische Monarchen (2011 Colin Firth The King’s Speech, 2007 Helen Mirren Die Queen, 2019 Olivia Colman The Favourite) sowie drei Regierungschefs (2013 Daniel Day-Lewis Lincoln, 2012 Meryl Streep Die Eiserne Lady, 2018 Gary Oldman Die dunkelste Stunde). Zuvor wurden lediglich Charles Laughton (Das Privatleben Heinrichs VIII. 1934) und Audrey Hepburn (Ein Herz und eine Krone 1954) in solchen Hauptrollen ausgezeichnet.[1][2][3]

## 1928–1930
| Jahr         | Preisträger   | für den Film                                                                      | Nominierungen |
| ------------ | ------------- | --------------------------------------------------------------------------------- | --- |
| 1929         | Janet Gaynor  | Engel der Straße Das Glück in der Mansarde Sonnenaufgang – Lied von zwei Menschen | Louise Dresser für Die neue Heimat Gloria Swanson für … aber das Fleisch ist schwach |
| 1930 (April) | Mary Pickford | Coquette                                                                          | Ruth Chatterton für Madame X Betty Compson für Rummelplatz der Liebe Jeanne Eagels (posthum) für The Letter Corinne Griffith für Die ungekrönte Königin Bessie Love für The Broadway Melody     |
| 1930 (Nov.)  | Norma Shearer | Die Frau für alle                                                                 | Nancy Carroll für The Devil’s Holiday Ruth Chatterton für Wiegenlied Greta Garbo für Anna Christie Greta Garbo für Romanze Norma Shearer für Their Own Desire Gloria Swanson für The Trespasser |

## 1931–1940
| Jahr | Preisträger                                 | für den Film                                | Nominierungen |                                             |
| ---- | ------------------------------------------- | ------------------------------------------- | --- | ------------------------------------------- |
| 1931 | Marie Dressler                              | Die fremde Mutter                           | Marlene Dietrich für Marokko Irene Dunne für Pioniere des wilden Westens Ann Harding für Holiday Norma Shearer für Der Mut zum Glück                                                                        |                                             |
| 1932 | Helen Hayes                                 | Die Sünde der Madelon Claudet               | Marie Dressler für Emma, die Perle Lynn Fontanne für The Guardsman |                                             |
| 1933 | Die Oscar-Verleihung fand 1933 nicht statt. | Die Oscar-Verleihung fand 1933 nicht statt. | Die Oscar-Verleihung fand 1933 nicht statt. | Die Oscar-Verleihung fand 1933 nicht statt. |
| 1934 | Katharine Hepburn (1. Auszeichnung)         | Morgenrot des Ruhms                         | May Robson für Lady für einen Tag Diana Wynyard für Kavalkade |                                             |
| 1935 | Claudette Colbert                           | Es geschah in einer Nacht                   | Bette Davis für Of Human Bondage (Davis’ Name taucht in den offiziellen Statistiken nur mit Zusatz als „write-in nominee“ auf) Grace Moore für Das leuchtende Ziel Norma Shearer für Der Tyrann             |                                             |
| 1936 | Bette Davis (1. Auszeichnung)               | Dangerous                                   | Elisabeth Bergner für Verlaß mich niemals wieder Claudette Colbert für Oberarzt Dr. Monet Katharine Hepburn für Alice Adams Miriam Hopkins für Jahrmarkt der Eitelkeiten Merle Oberon für Der Weg im Dunkel |                                             |
| 1937 | Luise Rainer (1. Auszeichnung)              | Der große Ziegfeld                          | Irene Dunne für Theodora wird wild Gladys George für Die zweite Mutter Carole Lombard für Mein Mann Godfrey Norma Shearer für Romeo und Julia                                                               |                                             |
| 1938 | Luise Rainer (2. Auszeichnung)              | Die gute Erde                               | Irene Dunne für Die schreckliche Wahrheit Greta Garbo für Die Kameliendame Janet Gaynor für Ein Stern geht auf Barbara Stanwyck für Stella Dallas                                                           |                                             |
| 1939 | Bette Davis (2. Auszeichnung)               | Jezebel – Die boshafte Lady                 | Fay Bainter für White Banners Wendy Hiller für Der Roman eines Blumenmädchens Norma Shearer für Marie-Antoinette Margaret Sullavan für Three Comrades                                                       |                                             |
| 1940 | Vivien Leigh (1. Auszeichnung)              | Vom Winde verweht                           | Bette Davis für Opfer einer großen Liebe Irene Dunne für Ruhelose Liebe Greta Garbo für Ninotschka Greer Garson für Auf Wiedersehen, Mr. Chips                                                              |                                             |

## 1941–1950
| Jahr | Preisträger                           | für den Film              | Nominierungen |
| ---- | ------------------------------------- | ------------------------- | --- |
| 1941 | Ginger Rogers                         | Fräulein Kitty            | Bette Davis für Das Geheimnis von Malampur Joan Fontaine für Rebecca Katharine Hepburn für Die Nacht vor der Hochzeit Martha Scott für Unsere kleine Stadt                           |
| 1942 | Joan Fontaine                         | Verdacht                  | Bette Davis für Die kleinen Füchse Olivia de Havilland für Das goldene Tor Greer Garson für Blüten im Staub Barbara Stanwyck für Die merkwürdige Zähmung der Gangsterbraut Sugarpuss |
| 1943 | Greer Garson                          | Mrs. Miniver              | Bette Davis für Reise aus der Vergangenheit Katharine Hepburn für Die Frau, von der man spricht Rosalind Russell für Meine Schwester Ellen Teresa Wright für Der große Wurf          |
| 1944 | Jennifer Jones                        | Das Lied von Bernadette   | Jean Arthur für Immer mehr, immer fröhlicher Ingrid Bergman für Wem die Stunde schlägt Joan Fontaine für Liebesleid Greer Garson für Madame Curie                                    |
| 1945 | Ingrid Bergman (1. Auszeichnung)      | Das Haus der Lady Alquist | Claudette Colbert für Als du Abschied nahmst Bette Davis für Das Leben der Mrs. Skeffington Greer Garson für Tagebuch einer Frau Barbara Stanwyck für Frau ohne Gewissen             |
| 1946 | Joan Crawford                         | Solange ein Herz schlägt  | Ingrid Bergman für Die Glocken von St. Marien Greer Garson für Die Entscheidung Jennifer Jones für Liebesbriefe Gene Tierney für Todsünde                                            |
| 1947 | Olivia de Havilland (1. Auszeichnung) | Mutterherz                | Celia Johnson für Begegnung Jennifer Jones für Duell in der Sonne Rosalind Russell für Schwester Kenny Jane Wyman für Die Wildnis ruft                                               |
| 1948 | Loretta Young                         | Die Farmerstochter        | Joan Crawford für Hemmungslose Liebe Susan Hayward für Smash-Up: The Story of a Woman Dorothy McGuire für Tabu der Gerechten Rosalind Russell für Trauer muss Elektra tragen         |
| 1949 | Jane Wyman                            | Schweigende Lippen        | Ingrid Bergman für Johanna von Orleans Olivia de Havilland für Die Schlangengrube Irene Dunne für Geheimnis der Mutter Barbara Stanwyck für Du lebst noch 105 Minuten                |
| 1950 | Olivia de Havilland (2. Auszeichnung) | Die Erbin                 | Jeanne Crain für Pinky Susan Hayward für Angst vor der Schande Deborah Kerr für Edward, mein Sohn Loretta Young für …und der Himmel lacht dazu                                       |

## 1951–1960
| Jahr | Preisträger                      | für den Film                | Nominierungen |
| ---- | -------------------------------- | --------------------------- | --- |
| 1951 | Judy Holliday                    | Die ist nicht von gestern   | Anne Baxter für Alles über Eva Bette Davis für Alles über Eva Eleanor Parker für Frauengefängnis Gloria Swanson für Boulevard der Dämmerung                                           |
| 1952 | Vivien Leigh (2. Auszeichnung)   | Endstation Sehnsucht        | Katharine Hepburn für African Queen Eleanor Parker für Polizeirevier 21 Shelley Winters für Ein Platz an der Sonne Jane Wyman für Das Herz einer Mutter                               |
| 1953 | Shirley Booth                    | Kehr zurück, kleine Sheba   | Joan Crawford für Maskierte Herzen Bette Davis für The Star Julie Harris für Das Mädchen Frankie Susan Hayward für Mit einem Lied im Herzen                                           |
| 1954 | Audrey Hepburn                   | Ein Herz und eine Krone     | Leslie Caron für Lili Ava Gardner für Mogambo Deborah Kerr für Verdammt in alle Ewigkeit Maggie McNamara für Wolken sind überall                                                      |
| 1955 | Grace Kelly                      | Ein Mädchen vom Lande       | Dorothy Dandridge für Carmen Jones Judy Garland für Ein neuer Stern am Himmel Audrey Hepburn für Sabrina Jane Wyman für Die wunderbare Macht                                          |
| 1956 | Anna Magnani                     | Die tätowierte Rose         | Susan Hayward für Und morgen werd’ ich weinen Katharine Hepburn für Traum meines Lebens Jennifer Jones für Alle Herrlichkeit auf Erden Eleanor Parker für Unterbrochene Melodie       |
| 1957 | Ingrid Bergman (2. Auszeichnung) | Anastasia                   | Carroll Baker für Baby Doll – Begehre nicht des anderen Weib Katharine Hepburn für Der Regenmacher Nancy Kelly für Böse Saat Deborah Kerr für Der König und ich                       |
| 1958 | Joanne Woodward                  | Eva mit den drei Gesichtern | Deborah Kerr für Der Seemann und die Nonne Anna Magnani für Wild ist der Wind Elizabeth Taylor für Das Land des Regenbaums Lana Turner für Glut unter der Asche                       |
| 1959 | Susan Hayward                    | Laßt mich leben             | Deborah Kerr für Getrennt von Tisch und Bett Shirley MacLaine für Verdammt sind sie alle Rosalind Russell für Die tolle Tante Elizabeth Taylor für Die Katze auf dem heißen Blechdach |
| 1960 | Simone Signoret                  | Der Weg nach oben           | Doris Day für Bettgeflüster Audrey Hepburn für Geschichte einer Nonne Katharine Hepburn für Plötzlich im letzten Sommer Elizabeth Taylor für Plötzlich im letzten Sommer              |

## 1961–1970
| Jahr | Preisträger                         | für den Film                         | Nominierungen |
| ---- | ----------------------------------- | ------------------------------------ | --- |
| 1961 | Elizabeth Taylor (1. Auszeichnung)  | Telefon Butterfield 8                | Greer Garson für Sunrise at Campobello Deborah Kerr für Der endlose Horizont Shirley MacLaine für Das Appartement Melina Mercouri für Sonntags… nie!                                                      |
| 1962 | Sophia Loren                        | Und dennoch leben sie                | Audrey Hepburn für Frühstück bei Tiffany Piper Laurie für Haie der Großstadt Geraldine Page für Sommer und Rauch Natalie Wood für Fieber im Blut                                                          |
| 1963 | Anne Bancroft                       | Licht im Dunkel                      | Bette Davis für Was geschah wirklich mit Baby Jane? Katharine Hepburn für Eines langen Tages Reise durch die Nacht Geraldine Page für Süßer Vogel Jugend Lee Remick für Die Tage des Weines und der Rosen |
| 1964 | Patricia Neal                       | Der Wildeste unter Tausend           | Leslie Caron für Das indiskrete Zimmer Shirley MacLaine für Das Mädchen Irma la Douce Rachel Roberts für Lockender Lorbeer Natalie Wood für Verliebt in einen Fremden                                     |
| 1965 | Julie Andrews                       | Mary Poppins                         | Anne Bancroft für Schlafzimmerstreit Sophia Loren für Hochzeit auf italienisch Debbie Reynolds für Goldgräber-Molly Kim Stanley für An einem trüben Nachmittag                                            |
| 1966 | Julie Christie                      | Darling                              | Julie Andrews für Meine Lieder – meine Träume Samantha Eggar für Der Fänger Elizabeth Hartman für Träumende Lippen Simone Signoret für Das Narrenschiff                                                   |
| 1967 | Elizabeth Taylor (2. Auszeichnung)  | Wer hat Angst vor Virginia Woolf?    | Anouk Aimée für Ein Mann und eine Frau Ida Kamińska für Das Geschäft in der Hauptstraße Lynn Redgrave für Georgy Girl Vanessa Redgrave für Protest                                                        |
| 1968 | Katharine Hepburn (2. Auszeichnung) | Rat mal, wer zum Essen kommt         | Anne Bancroft für Die Reifeprüfung Faye Dunaway für Bonnie und Clyde Edith Evans für Flüsternde Wände Audrey Hepburn für Warte, bis es dunkel ist                                                         |
| 1969 | Katharine Hepburn (3. Auszeichnung) | Der Löwe im Winter                   | Patricia Neal für Rosen für die Lady Vanessa Redgrave für Isadora Joanne Woodward für Die Liebe eines Sommers                                                                                             |
| 1969 | Barbra Streisand                    | Funny Girl                           | Patricia Neal für Rosen für die Lady Vanessa Redgrave für Isadora Joanne Woodward für Die Liebe eines Sommers                                                                                             |
| 1970 | Maggie Smith                        | Die besten Jahre der Miß Jean Brodie | Geneviève Bujold für Königin für tausend Tage Jane Fonda für Nur Pferden gibt man den Gnadenschuß Liza Minnelli für Pookie (The Sterile Cuckoo) Jean Simmons für Happy End für eine Ehe                   |

## 1971–1980
| Jahr | Preisträger                      | für den Film                           | Nominierungen |
| ---- | -------------------------------- | -------------------------------------- | --- |
| 1971 | Glenda Jackson (1. Auszeichnung) | Liebende Frauen                        | Jane Alexander für Die große weiße Hoffnung Ali MacGraw für Love Story Sarah Miles für Ryans Tochter Carrie Snodgress für Tagebuch eines Ehebruchs                                 |
| 1972 | Jane Fonda (1. Auszeichnung)     | Klute                                  | Julie Christie für McCabe & Mrs. Miller Glenda Jackson für Sunday, Bloody Sunday Vanessa Redgrave für Maria Stuart, Königin von Schottland Janet Suzman für Nikolaus und Alexandra |
| 1973 | Liza Minnelli                    | Cabaret                                | Diana Ross für Lady Sings the Blues Maggie Smith für Reisen mit meiner Tante Cicely Tyson für Das Jahr ohne Vater Liv Ullmann für Emigranten                                       |
| 1974 | Glenda Jackson (2. Auszeichnung) | Mann, bist du Klasse!                  | Ellen Burstyn für Der Exorzist Marsha Mason für Zapfenstreich Barbra Streisand für Cherie Bitter Joanne Woodward für Sommerwünsche – Winterträume                                  |
| 1975 | Ellen Burstyn                    | Alice lebt hier nicht mehr             | Diahann Carroll für Claudine Faye Dunaway für Chinatown Valerie Perrine für Lenny Gena Rowlands für Eine Frau unter Einfluß                                                        |
| 1976 | Louise Fletcher                  | Einer flog über das Kuckucksnest       | Isabelle Adjani für Die Geschichte der Adèle H. Ann-Margret für Tommy Glenda Jackson für Hedda Gabler Carol Kane für Hester Street                                                 |
| 1977 | Faye Dunaway                     | Network                                | Marie-Christine Barrault für Cousin, Cousine Talia Shire für Rocky Sissy Spacek für Carrie – Des Satans jüngste Tochter Liv Ullmann für Von Angesicht zu Angesicht                 |
| 1978 | Diane Keaton                     | Der Stadtneurotiker                    | Anne Bancroft für Am Wendepunkt Jane Fonda für Julia Shirley MacLaine für Am Wendepunkt Marsha Mason für Der Untermieter                                                           |
| 1979 | Jane Fonda (2. Auszeichnung)     | Coming Home – Sie kehren heim          | Ingrid Bergman für Herbstsonate Ellen Burstyn für Nächstes Jahr, selbe Zeit Jill Clayburgh für Eine entheiratete Frau Geraldine Page für Innenleben                                |
| 1980 | Sally Field (1. Auszeichnung)    | Norma Rae – Eine Frau steht ihren Mann | Jill Clayburgh für Auf ein Neues Jane Fonda für Das China-Syndrom Marsha Mason für Das zweite Kapitel Bette Midler für The Rose                                                    |

## 1981–1990
| Jahr | Preisträger                         | für den Film                          | Nominierungen |
| ---- | ----------------------------------- | ------------------------------------- | --- |
| 1981 | Sissy Spacek                        | Nashville Lady                        | Ellen Burstyn für Der starke Wille Goldie Hawn für Schütze Benjamin Mary Tyler Moore für Eine ganz normale Familie Gena Rowlands für Gloria, die Gangsterbraut                                                  |
| 1982 | Katharine Hepburn (4. Auszeichnung) | Am goldenen See                       | Diane Keaton für Reds Marsha Mason für Mrs. Hines und Tochter Susan Sarandon für Atlantic City, USA Meryl Streep für Die Geliebte des französischen Leutnants                                                   |
| 1983 | Meryl Streep (1. Auszeichnung)      | Sophies Entscheidung                  | Julie Andrews für Victor/Victoria Jessica Lange für Frances Sissy Spacek für Vermißt Debra Winger für Ein Offizier und Gentleman                                                                                |
| 1984 | Shirley MacLaine                    | Zeit der Zärtlichkeit                 | Jane Alexander für Das letzte Testament Meryl Streep für Silkwood Julie Walters für Rita will es endlich wissen Debra Winger für Zeit der Zärtlichkeit                                                          |
| 1985 | Sally Field (2. Auszeichnung)       | Ein Platz im Herzen                   | Judy Davis für Reise nach Indien Jessica Lange für Country Vanessa Redgrave für Die Damen aus Boston Sissy Spacek für Menschen am Fluß                                                                          |
| 1986 | Geraldine Page                      | A Trip to Bountiful – Reise ins Glück | Anne Bancroft für Agnes – Engel im Feuer Whoopi Goldberg für Die Farbe Lila Jessica Lange für Sweet Dreams Meryl Streep für Jenseits von Afrika                                                                 |
| 1987 | Marlee Matlin                       | Gottes vergessene Kinder              | Jane Fonda für Der Morgen danach Sissy Spacek für Verbrecherische Herzen Kathleen Turner für Peggy Sue hat geheiratet Sigourney Weaver für Aliens – Die Rückkehr                                                |
| 1988 | Cher                                | Mondsüchtig                           | Glenn Close für Eine verhängnisvolle Affäre Holly Hunter für Nachrichtenfieber – Broadcast News Sally Kirkland für Anna… Exil New York Meryl Streep für Wolfsmilch                                              |
| 1989 | Jodie Foster (1. Auszeichnung)      | Angeklagt                             | Glenn Close für Gefährliche Liebschaften Melanie Griffith für Die Waffen der Frauen Meryl Streep für Ein Schrei in der Dunkelheit Sigourney Weaver für Gorillas im Nebel                                        |
| 1990 | Jessica Tandy                       | Miss Daisy und ihr Chauffeur          | Isabelle Adjani für Camille Claudel Pauline Collins für Shirley Valentine – Auf Wiedersehen, mein lieber Mann Jessica Lange für Music Box – Die ganze Wahrheit Michelle Pfeiffer für Die fabelhaften Baker Boys |

## 1991–2000
| Jahr | Preisträger                         | für den Film                         | Nominierungen |
| ---- | ----------------------------------- | ------------------------------------ | --- |
| 1991 | Kathy Bates                         | Misery                               | Anjelica Huston für Grifters Julia Roberts für Pretty Woman Meryl Streep für Grüße aus Hollywood Joanne Woodward für Mr. & Mrs. Bridge                                             |
| 1992 | Jodie Foster (2. Auszeichnung)      | Das Schweigen der Lämmer             | Geena Davis für Thelma & Louise Laura Dern für Die Lust der schönen Rose Bette Midler für For the Boys – Tage des Ruhms, Tage der Liebe Susan Sarandon für Thelma & Louise         |
| 1993 | Emma Thompson                       | Wiedersehen in Howards End           | Catherine Deneuve für Indochine Mary McDonnell für Passion Fish Michelle Pfeiffer für Love Field – Liebe ohne Grenzen Susan Sarandon für Lorenzos Öl                               |
| 1994 | Holly Hunter                        | Das Piano                            | Angela Bassett für Tina – What’s Love Got to Do with It? Stockard Channing für Das Leben – Ein Sechserpack Emma Thompson für Was vom Tage übrig blieb Debra Winger für Shadowlands |
| 1995 | Jessica Lange                       | Operation Blue Sky                   | Jodie Foster für Nell Miranda Richardson für Tom & Viv Winona Ryder für Betty und ihre Schwestern Susan Sarandon für Der Klient                                                    |
| 1996 | Susan Sarandon                      | Dead Man Walking – Sein letzter Gang | Elisabeth Shue für Leaving Las Vegas Sharon Stone für Casino Meryl Streep für Die Brücken am Fluß Emma Thompson für Sinn und Sinnlichkeit                                          |
| 1997 | Frances McDormand (1. Auszeichnung) | Fargo                                | Brenda Blethyn für Lügen und Geheimnisse Diane Keaton für Marvins Töchter Kristin Scott Thomas für Der englische Patient Emily Watson für Breaking the Waves                       |
| 1998 | Helen Hunt                          | Besser geht’s nicht                  | Helena Bonham Carter für Wings of the Dove – Die Flügel der Taube Julie Christie für Liebesflüstern Judi Dench für Ihre Majestät Mrs. Brown Kate Winslet für Titanic               |
| 1999 | Gwyneth Paltrow                     | Shakespeare in Love                  | Cate Blanchett für Elizabeth Fernanda Montenegro für Central Station Meryl Streep für Familiensache Emily Watson für Hilary & Jackie                                               |
| 2000 | Hilary Swank (1. Auszeichnung)      | Boys Don’t Cry                       | Annette Bening für American Beauty Janet McTeer für Tumbleweeds Julianne Moore für Das Ende einer Affäre Meryl Streep für Music of the Heart                                       |

## 2001–2010
| Jahr | Preisträger                    | für den Film                         | Nominierungen |
| ---- | ------------------------------ | ------------------------------------ | --- |
| 2001 | Julia Roberts                  | Erin Brockovich                      | Joan Allen für Rufmord – Jenseits der Moral Juliette Binoche für Chocolat – Ein kleiner Biss genügt Ellen Burstyn für Requiem for a Dream Laura Linney für You Can Count on Me |
| 2002 | Halle Berry                    | Monster’s Ball                       | Judi Dench für Iris Nicole Kidman für Moulin Rouge Sissy Spacek für In the Bedroom Renée Zellweger für Bridget Jones – Schokolade zum Frühstück                                |
| 2003 | Nicole Kidman                  | The Hours – Von Ewigkeit zu Ewigkeit | Salma Hayek für Frida Diane Lane für Untreu Julianne Moore für Dem Himmel so fern Renée Zellweger für Chicago                                                                  |
| 2004 | Charlize Theron                | Monster                              | Keisha Castle-Hughes für Whale Rider Diane Keaton für Was das Herz begehrt Samantha Morton für In America Naomi Watts für 21 Gramm                                             |
| 2005 | Hilary Swank (2. Auszeichnung) | Million Dollar Baby                  | Annette Bening für Being Julia Catalina Sandino Moreno für Maria voll der Gnade Imelda Staunton für Vera Drake Kate Winslet für Vergiss mein nicht!                            |
| 2006 | Reese Witherspoon              | Walk the Line                        | Judi Dench für Lady Henderson präsentiert Felicity Huffman für Transamerica Keira Knightley für Stolz und Vorurteil Charlize Theron für Kaltes Land                            |
| 2007 | Helen Mirren                   | Die Queen                            | Penélope Cruz für Volver – Zurückkehren Judi Dench für Tagebuch eines Skandals Meryl Streep für Der Teufel trägt Prada Kate Winslet für Little Children                        |
| 2008 | Marion Cotillard               | La vie en rose                       | Cate Blanchett für Elizabeth – Das goldene Königreich Julie Christie für An ihrer Seite Laura Linney für Die Geschwister Savage Elliot Page für Juno                           |
| 2009 | Kate Winslet                   | Der Vorleser                         | Anne Hathaway für Rachels Hochzeit Angelina Jolie für Der fremde Sohn Melissa Leo für Frozen River Meryl Streep für Glaubensfrage                                              |
| 2010 | Sandra Bullock                 | Blind Side – Die große Chance        | Helen Mirren für Ein russischer Sommer Carey Mulligan für An Education Gabourey Sidibe für Precious – Das Leben ist kostbar Meryl Streep für Julie & Julia                     |

## 2011–2020
| Jahr | Preisträger                         | für den Film                              | Nominierungen |
| ---- | ----------------------------------- | ----------------------------------------- | --- |
| 2011 | Natalie Portman                     | Black Swan                                | Annette Bening für The Kids Are All Right Nicole Kidman für Rabbit Hole Jennifer Lawrence für Winter’s Bone Michelle Williams für Blue Valentine                                            |
| 2012 | Meryl Streep (2. Auszeichnung)      | Die Eiserne Lady                          | Glenn Close für Albert Nobbs Viola Davis für The Help Rooney Mara für Verblendung Michelle Williams für My Week with Marilyn                                                                |
| 2013 | Jennifer Lawrence                   | Silver Linings                            | Jessica Chastain für Zero Dark Thirty Emmanuelle Riva für Liebe Quvenzhané Wallis für Beasts of the Southern Wild Naomi Watts für The Impossible                                            |
| 2014 | Cate Blanchett                      | Blue Jasmine                              | Amy Adams für American Hustle Sandra Bullock für Gravity Judi Dench für Philomena Meryl Streep für Im August in Osage County                                                                |
| 2015 | Julianne Moore                      | Still Alice – Mein Leben ohne Gestern     | Marion Cotillard für Zwei Tage, eine Nacht Felicity Jones für Die Entdeckung der Unendlichkeit Rosamund Pike für Gone Girl – Das perfekte Opfer Reese Witherspoon für Der große Trip – Wild |
| 2016 | Brie Larson                         | Raum                                      | Cate Blanchett für Carol Jennifer Lawrence für Joy – Alles außer gewöhnlich Charlotte Rampling für 45 Years Saoirse Ronan für Brooklyn – Eine Liebe zwischen zwei Welten                    |
| 2017 | Emma Stone (1. Auszeichnung)        | La La Land                                | Isabelle Huppert für Elle Ruth Negga für Loving Natalie Portman für Jackie: Die First Lady Meryl Streep für Florence Foster Jenkins                                                         |
| 2018 | Frances McDormand (2. Auszeichnung) | Three Billboards Outside Ebbing, Missouri | Sally Hawkins für Shape of Water – Das Flüstern des Wassers Margot Robbie für I, Tonya Saoirse Ronan für Lady Bird Meryl Streep für Die Verlegerin                                          |
| 2019 | Olivia Colman                       | The Favourite – Intrigen und Irrsinn      | Yalitza Aparicio für Roma Glenn Close für Die Frau des Nobelpreisträgers Lady Gaga für A Star Is Born Melissa McCarthy für Can You Ever Forgive Me?                                         |
| 2020 | Renée Zellweger                     | Judy                                      | Cynthia Erivo für Harriet – Der Weg in die Freiheit Scarlett Johansson für Marriage Story Saoirse Ronan für Little Women Charlize Theron für Bombshell – Das Ende des Schweigens            |

## 2021–2030
| Jahr | Preisträger                         | für den Film                      | Nominierungen |
| ---- | ----------------------------------- | --------------------------------- | --- |
| 2021 | Frances McDormand (3. Auszeichnung) | Nomadland                         | Viola Davis für Ma Rainey’s Black Bottom Andra Day für The United States vs. Billie Holiday Vanessa Kirby für Pieces of a Woman Carey Mulligan für Promising Young Woman |
| 2022 | Jessica Chastain                    | The Eyes of Tammy Faye            | Olivia Colman für Frau im Dunkeln Penélope Cruz für Parallele Mütter Nicole Kidman für Being the Ricardos Kristen Stewart für Spencer                                    |
| 2023 | Michelle Yeoh                       | Everything Everywhere All at Once | Ana de Armas für Blond Cate Blanchett für Tár Andrea Riseborough für To Leslie Michelle Williams für Die Fabelmans                                                       |
| 2024 | Emma Stone (2. Auszeichnung)        | Poor Things                       | Annette Bening für Nyad Lily Gladstone für Killers of the Flower Moon Sandra Hüller für Anatomie eines Falls Carey Mulligan für Maestro                                  |
| 2025 | Mikey Madison                       | Anora                             | Cynthia Erivo für Wicked Karla Sofía Gascón für Emilia Pérez Demi Moore für The Substance Fernanda Torres für Für immer hier                                             |